# Asterix és Obelix
Az Asterix és Obelix (eredeti cím: Astérix et Obélix contre César) 1999-ben bemutatott francia filmvígjáték, amely az Asterix-füzeteken alapuló első élőszereplős film. Címszerepben Christian Clavier (Asterix) és Gérard Depardieu (Obelix) alakítja. A film René Goscinny és Albert Uderzo képregénye alapján készült, a forgatókönyvet Gérard Lauzier írta, a filmet Claude Zidi rendezte, a zenéjét Jean-Jacques Goldman és Roland Romanelli szerezte, a producere Vittorio Cecchi Gori és Claude Berri voltak. Az AMLF, a Renn Productions és a Films 7 készítette, a Pathé forgalmazta. 
Franciaországban 1999. február 3-án, Magyarországon 1999. december 23-án mutatták be a mozikban.

## Szereplők
| Szereplő            | Színész              | Magyar hang               |
| ------------------- | -------------------- | ------------------------- |
| Asterix             | Christian Clavier    | Galkó Balázs              |
| Obelix              | Gérard Depardieu     | Helyey László             |
| Furunkulusz         | Roberto Benigni      | Cseke Péter               |
| Csodaturmix         | Claude Piéplu        | Versényi László           |
| Hasalógazfix        | Michel Galabru       | Pataky Imre               |
| Julius Caesar       | Gottfried John       | Gruber Hugó               |
| Falbala             | Laetitia Casta       | Orosz Anna                |
| Finesz              | Daniel Prévost       | Varga Tamás               |
| Kaktusz Bonusz      | Jean-Pierre Castaldi | Hollósi Frigyes           |
| Brutus              | Didier Cauchy        | Kapácsy Miklós            |
| Hangjanix           | Pierre Palmade       | Szokol Péter              |
| Tökfilkusz          | Michel Muller        | Verebély Iván             |
| Moletti             | Marianne Sägebrecht  | Kocsis Mariann            |
| Sokadikix           | Sim                  | Antal László              |
| Sokadikix asszony   | Arielle Dombasle     | F. Nagy Erika             |
| Automatix           | Jean-Roger Milo      | Bácskai János             |
| Tutihogyix          | Jean-Jacques Devaux  | Csuha Lajos               |
| Tragikomix          | Hardy Krüger, Jr.    | Honti Molnár Gábor        |
| Firkász             | Laurent Spielvogel   | Honti Molnár Gábor        |
| Anorexix            | Olivier Achard       | Koncz István              |
| Lombix              | Jacques Delaporte    | F. Nagy Zoltán            |
| Matuzsálix          | Jean-Yves Tual       | Móni Ottó                 |
| Fennhéjusz          | Patrick Massieu      | Cs. Németh Lajos          |
| Vizibusz            | Herbert Fux          | Rudas István              |
| Trolibusz           | Beppe Chierici       | Besenczi Árpád            |
| Antanténusz         | Jean-Paul Farré      | Szűcs Sándor              |
| Katona az ároknál   | Fedele Papalia       | Katona Zoltán             |
| Öreg druida         | Paul Rieger          | Kenderesi Tibor           |
| Druida vezető       | Pierre Lafont        | Uri István                |
| Tökfilkusz katonája | Mario Luraschi       | Uri István                |
| További szereplők   | További szereplők    | Surányi Imre Varga Károly |
| Szereplő            | Eredeti hang         | Magyar hang               |
| Hangosbeszélő       | N/A                  | Orosz István              |

## Betétdalok
A dalszövegeket Jean-Jacques Goldman és Roland Romanelli írta
| 1.    | Elle ne me voit pas            | 4:26 |
| 2.    | Lei non vede me                | 4:26 |
| 3.    | Asterix et Obelix contre César | 2:20 |
| 4.    | L'Embuscade                    | 2:07 |
| 5.    | L'Amour                        | 3:52 |
| 6.    | Le Cirque Encore               | 5:15 |
| 7.    | La Serpe D'or                  | 4:07 |
| 8.    | Falbala                        | 1:48 |
| 9.    | Le Devin                       | 2:43 |
| 10.   | L'Amour Toujours               | 3:45 |
| 11.   | Les Hallucinations D'Astérix   | 2:56 |
| 12.   | La Potion Magique              | 3:14 |
| 13.   | Bélenos                        | 7:18 |
| 14.   | Obélix                         | 3:44 |
| 51:21 |                                |      |